# Saint-Symphorien-de-Thénières
 Saint-Symphorien-de-Thénières  (en occitano Sent Aforiás) es una población y comuna francesa, situada en la región de Mediodía-Pirineos, departamento de Aveyron, en el distrito de Rodez y cantón de Saint-Amans-des-Côts.

## Demografía
| 403 | 330 | 294 | 311 | 251 | 228 |
| Para los censos de 1962 a 1999 la población legal corresponde a la población sin duplicidades (Fuente: INSEE [Consultar]) |     |     |     |     |     |